# Parafia św. Doroty w Markowej
Parafia św. Doroty w Markowej – parafia rzymskokatolicka znajdująca się w archidiecezji przemyskiej w dekanacie Łańcut I. 

## Historia
Markowa była to wieś osadników Niemieckich wzmiankowana już w 1384 roku, w dokumencie legata papieskiego Demetriusa, który to akt zatwierdzał nadanie dziesięciny dla Kapituły Katedralnej Przemyskiej. W tym czasie istniała już parafia z fundacji Ottona z Pilczy. Początkowo wieś była zwana jako: Markenhof, Nakenków, Markowa Wola. Następnie Markowa weszła w skład dóbr Konstantego Korniakta – pana na Żurawicy i Białobokach, który odnowił fundację parafialną. W 1624 roku pierwszy kościół został spalony przez Tatarów. W 1676 roku Franciszek Korniakt zbudował następny drewniany kościół.
W 1760 roku bp Wacław Hieronim Sierakowski przyłączył parafię w Markowej do Kolegiaty Jarosławskiej. W 1772 roku bp Józef Tadeusz  Kierski reaktywował samodzielną parafię w Markowej. W 1904 roku w miejscu rozebranego starego kościoła, rozpoczęto budowę obecnego kościoła murowanego, według projektu arch. Stanisława Majerskiego. 6 sierpnia tegoż roku poświęcono i wmurowanie kamień węgielny. 25 czerwca 1910 roku bp Karol Fischer dokonał konsekracji kościoła. 30 kwietnia 1936 roku w Markowej został erygowany Dom Zakonny Sióstr Służebniczek Dębickich. W 1973 roku artysta Stanisław Jakubczyk wykonał polichromię.
Na terenie parafii jest 4 000 wiernych.
Proboszczowie parafii:
1786–1826: ks. Sebastian Sohalski
1826–1834: ks. Michał Stochmalski
1835–1875: ks. Rafał Krajewski
1876–1887: ks. Stanisław Hemiański
1888–1898: ks. Marcin Karpisz
1899–1901: ks. Antoni Dziurzyński
1901–1935: ks. Władysław Tryczyński (zm. 1936)
1936–1952: ks. Ewaryst Dębicki (w czasie II wojny światowej kapelan Armii Krajowej)
1952–1993: ks. kan. Wincenty Kras
1993–2008: ks. prał. Stanisław Leja
2008–2017: ks. kan. Stanisław Ruszała
od 2017: ks. prał. Roman Chowaniec

## Rodzina Ulmów
W 1942 roku Rodzina Ulmów w Markowej przyjęła do swego domu ukrywających się Żydów. 24 marca 1944 roku Niemcy zamordowali ośmioro Żydów, a następnie  zamordowali Rodzinę Ulmów: Józef Ulma, jego żona Wiktoria Ulma, oraz dzieci: Stanisława, Barbara, Władysław, Franciszek, Antoni, Maria, NN. 
17 września 2003 roku rozpoczął się proces beatyfikacyjny. 17 grudnia 2022 roku papież Franciszek zatwierdził dekret o męczeństwie Rodziny Ulmów. 
10 września 2023 roku na stadionie w Markowej, przy specjalnie zbudowanym ołtarzu odbyła się uroczystość beatyfikacyjna, której przewodniczył Prefekt Dykasterii Spraw Kanonizacyjnych kard. Marcello Semeraro. W uroczystości beatyfikacji uczestniczyli m.in.: prymas Polski abp Wojciech Polak, przewodniczący Episkopatu Polski abp Stanisław Gądecki, abp Grzegorz Ryś, naczelny rabin Polski Michael Schudrich, prezydent RP Andrzej Duda i premier Polski Mateusz Morawiecki.